# Франц Антон Пільграм
Франц Антон Пільграм (нім. Franz Anton Pilgram; 7 червня 1699, Фельдкірхен, Каринтія — 28 жовтня 1761, Відень) — австрійський архітектор доби розвиненого бароко.

## Життєпис
Народився в Фельдкірхені, Каринтія. Дядько майбутнього архітектора Франц Янг узяв його у власну майстерню, де він працював ученем і помічником. Разом вони працювали на добудовах и ремонтах в монастирях Гетвайг та Гайлігенкройц. 1734 року дядько помер і Франц Антон почав працювати самостійно. Під час праці в монастирі Гетвайг він зустрівся з архітекором Йоганом Лукасом фон Гілдебрандтом, твори котрого вплинули на його творчу свідомість.
Серед замов архітектора — добудови в монастирі премонстратов в Лоуці, Зноймо. Окрім архітектури митець проектував проповідниці, вівтарі, облаштування для органів. Він виробився у відомого церковного майстра, про котрого знали керівники монастирів, єпископи, князі церкви. За підрахунками він створив різні проекти до більш ніж тридцяти (30) різних храмів в Австрійській імперії.

## В Італії
З метою удосконалення майстерності відвідав папський Рим. Серед архітекторів Рима на нього найбільший вплив мали твори Франческо Борроміні, П'єтро да Кортона, Карло Райнальді.
Але в самій Австрії його праця припала на період, коли численних емігрантів і найманців-італійців почали відсувати на другі ролі, підтримуючи і просуваючи вперед національних австрійських фахівців.

## Праця в Словаччині
Ініціатива запрошення Пільграма на працю у Словаччину належала угорцю-примасу Й. Естергазі.
Ф. А. Пільграм працюватиме на землях Словаччини два десятиліття з перервою. Першою значною спорудою Пільграма стали монастир і костел елжбетинок у Пожоні (Братислава). Потім був новий костел для хрестоносців неподалік (зруйнований без відновлення). В місті Нітра Пільграм розробив проект реконструкції і зміцнення собору, що врятувало споруду від обвалу.
Безумовним архітектурним шедервом Пільграма став проект монастиря у Ясові з монастирськими корпусами, двовежевим костелом і садом бароко. На землі Словаччини Пільграм приніс ансамблеву забудову, коли кожна частина комплексу доповнює і прикрашає частини інші. Пільграм помер і монастир в Ясові за його моделями і креслениками вибудував А. Цехмайстер. Фрески в монастирі створили художник Й. Л. Кракер, скульптури — Я. Краус, що сприяло бароковій довершеності монастирського комплекса.

## Власна родина
Архітектор мав сина (Антон Пільграм), котрий став астрономом.

## Увічнення пам'яті
На честь архітектора ще 1862 року Франца Антона Пільграма названо міст у 5-у районі Відня (Pilgramgasse).

## Вибрані твори
- Єпископський палац Фертеракош
- Палац Роттал, Відень
- Замок-палац Регерсбург

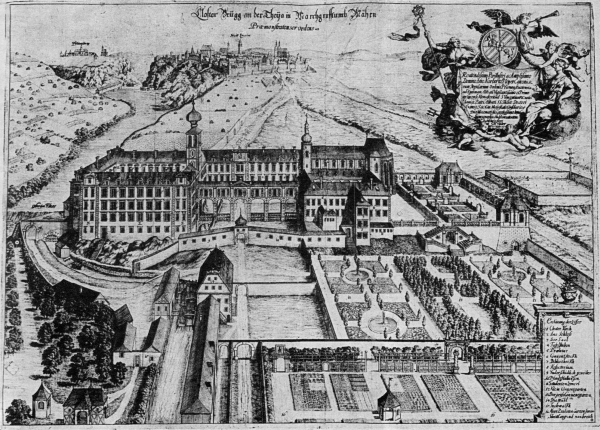
Гравер Ґ. М. Вішер. Зноймо (Моравія). Монастир св. Луки

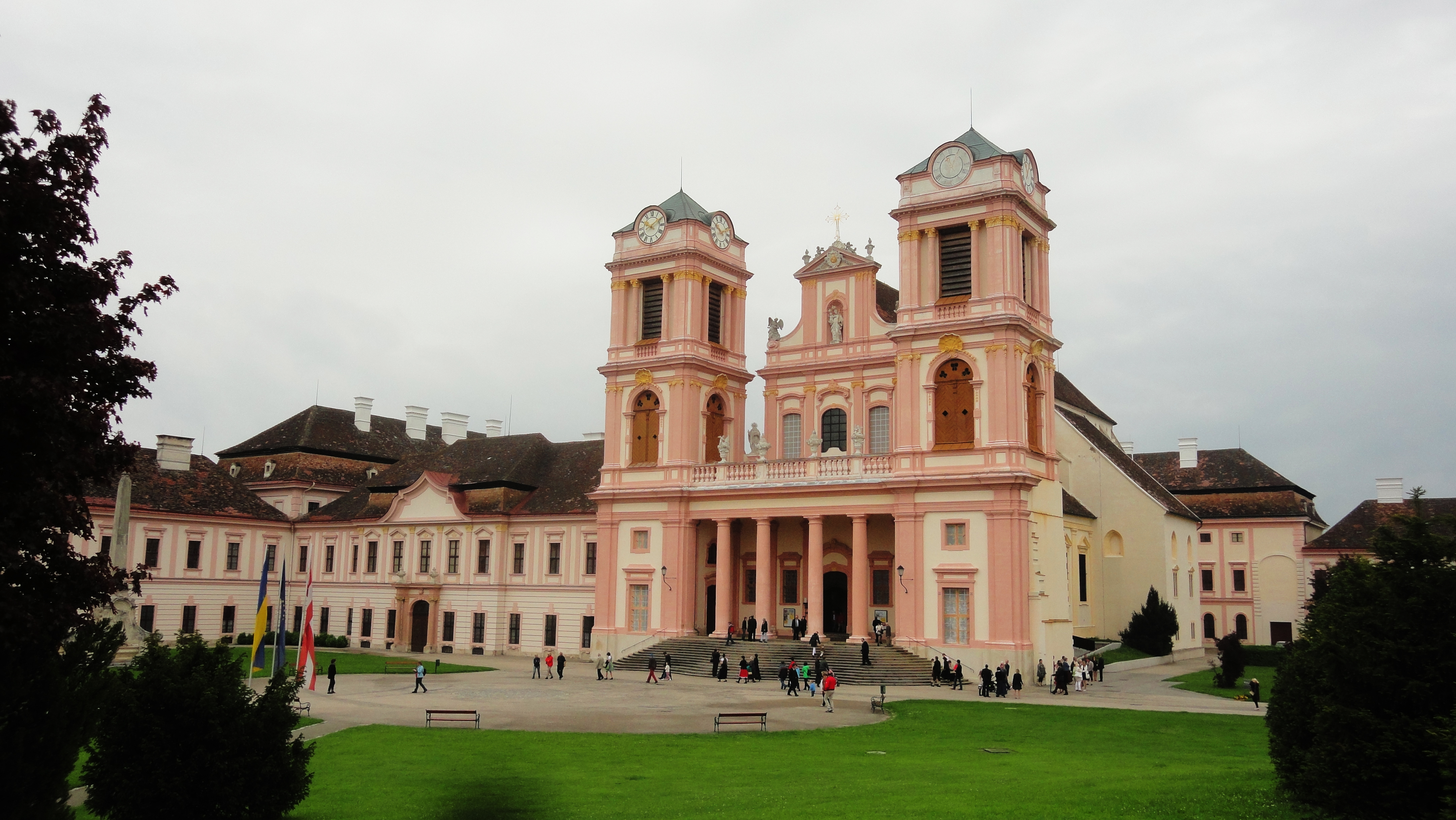
Бенедиктинське абатство Гетвайг

- Шпиталь св. Елжбети Угоської, аптека, Відень
- Палац ерцгерцога Карла, Відень
- Бенедиктинське абатство Гетвайг, 1726, 1746 рр.
- монастир Гайлігенкройц, 1729, 1755 рр.
- Цистерианське абатство св. Готхарда, 1728, 1755 рр., проект 1738-1740 рр.
- каплиця Богородиці, 1541, Галанта (знищено без відновлення)
- Реконструкція єпископського костела, 1745, Нітра, Словаччина
- Чумній стовп (Маріацька колона), 1750, Нітра
- Монастир премонтратов в Лоуці (перебудови), біля Зноймо, Моравія
- Монастир і костел св. Елжбети Угорської, Братислава
- Костел хрестоносців, Братислава (знищено без відновлення)
- Церква св. Трійці (добудови), Братислава
- Відбудова вежі Старої ратуші, Братислава
- Реконструкція єпископського костела,1745, Нітра, Словаччина
- Монастир і костел св. Івана Хрестителя у Ясові, 1750, 1766 рр, Словаччина

## Збережені кресленики Ф.А.Пільграма

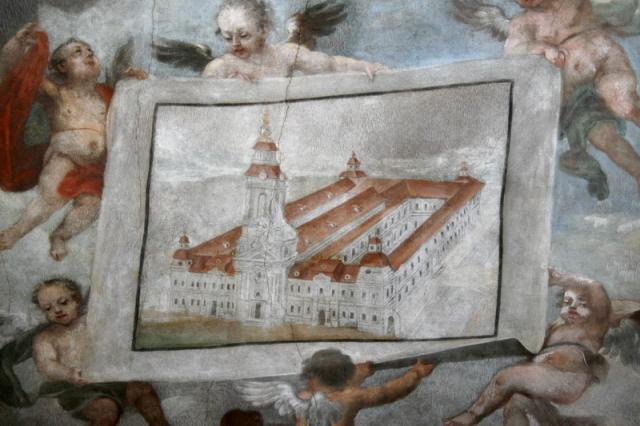
Абатство св. Готхарда, загальний вигляд, фреска

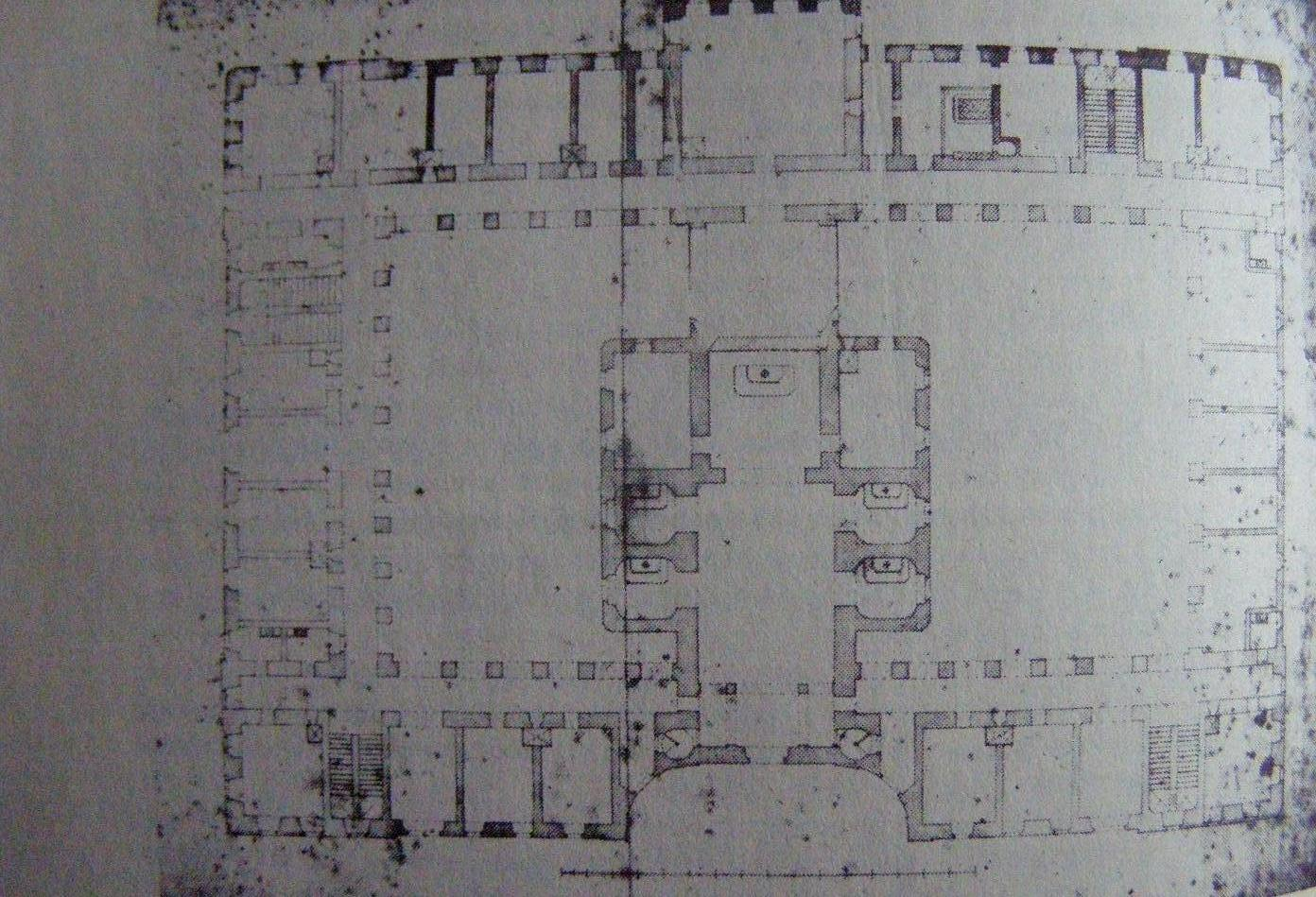
Цистерианське абатство св. Готхарда, перший поверх
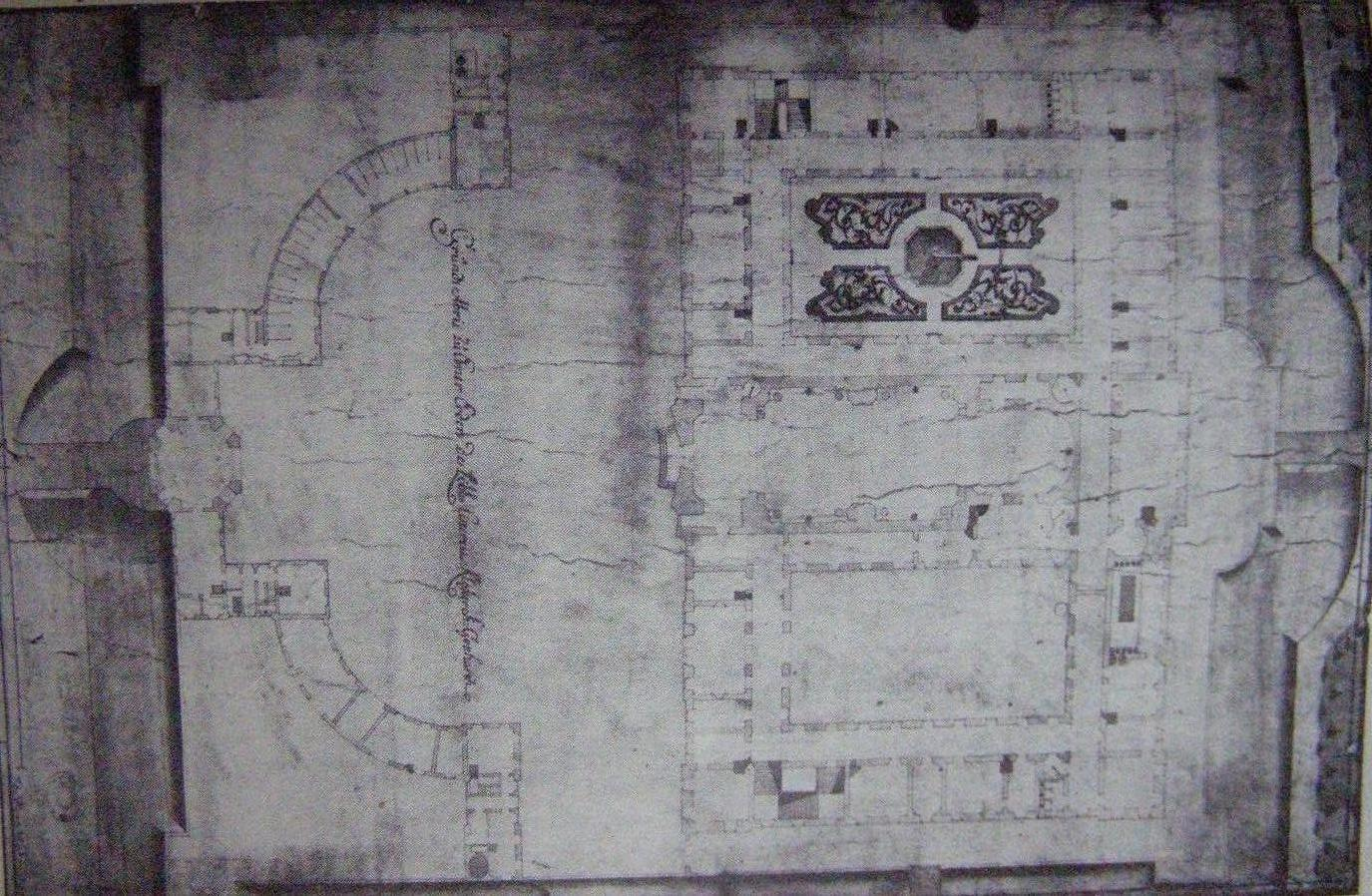
Цистерианське абатство св. Готхарда, циркумференції і сад бароко з фонтаном у внутрішньому дворику, 1738-1740 рр.
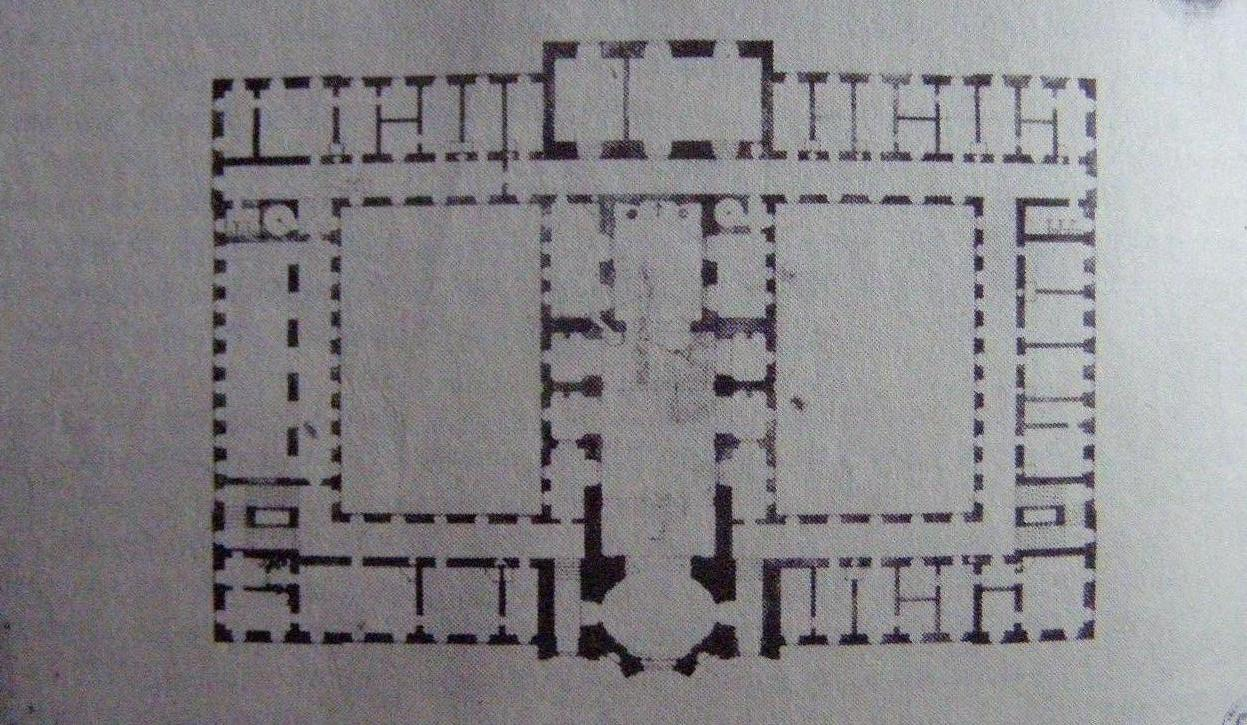
Сучасна промальовка плана абатства св. Готхарда
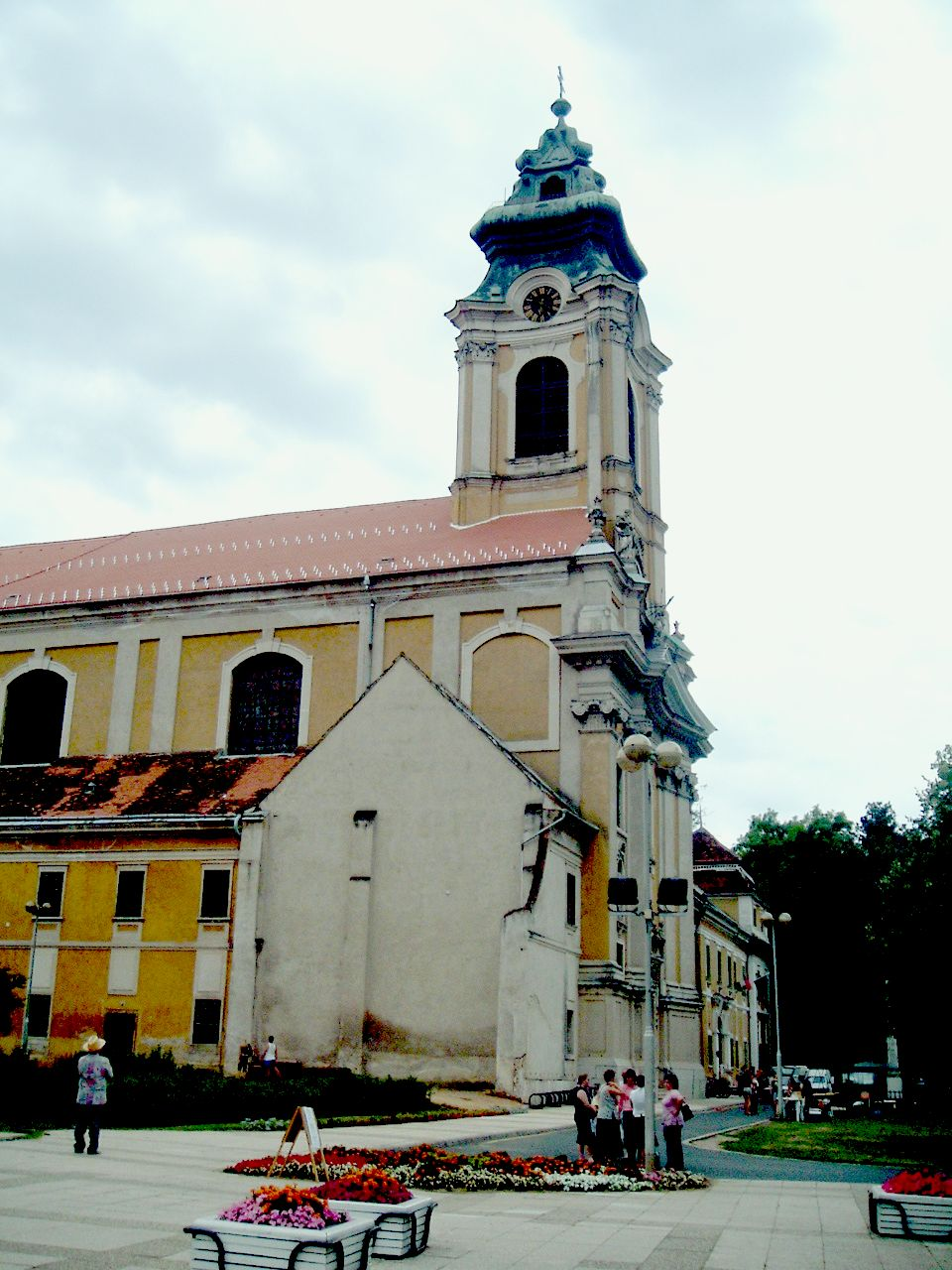
Костел монастиря св. Готхарда, фото 2007 р., Угорщина

## Галерея обраних фото

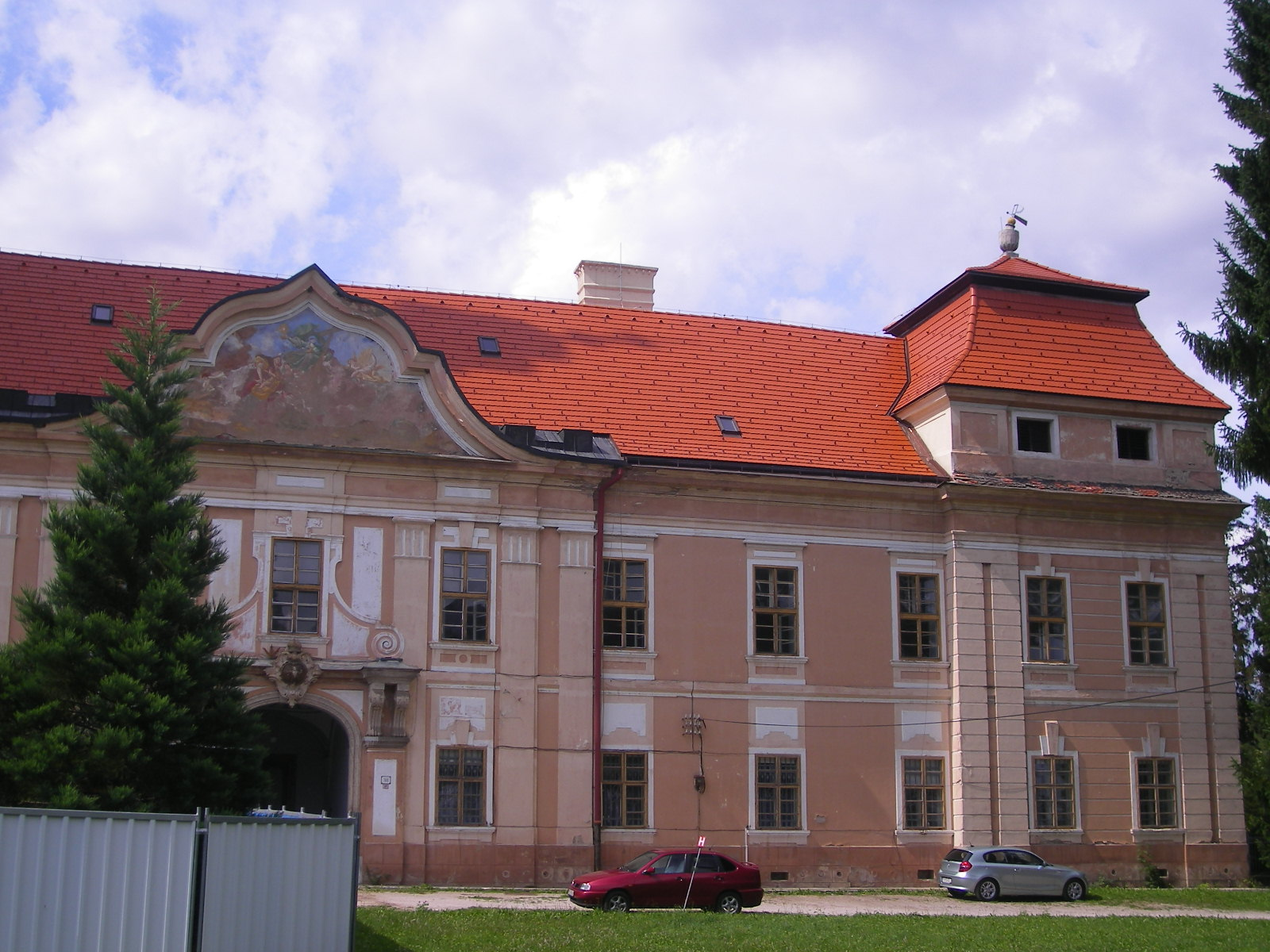
Арх. Франц Антон Пільграм. Монастир у Ясові, Словаччина

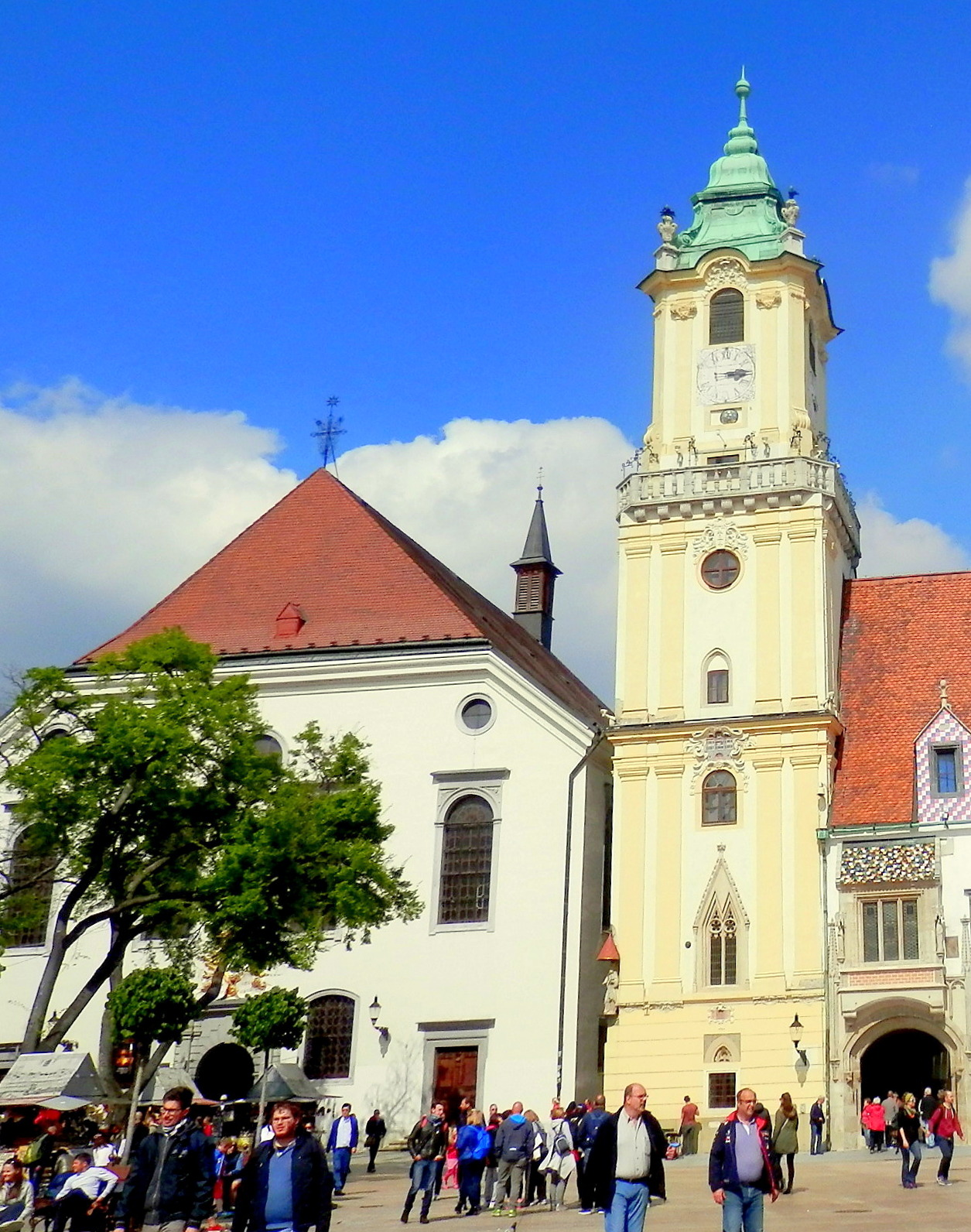
Вежа Старої ратуші, Братислава
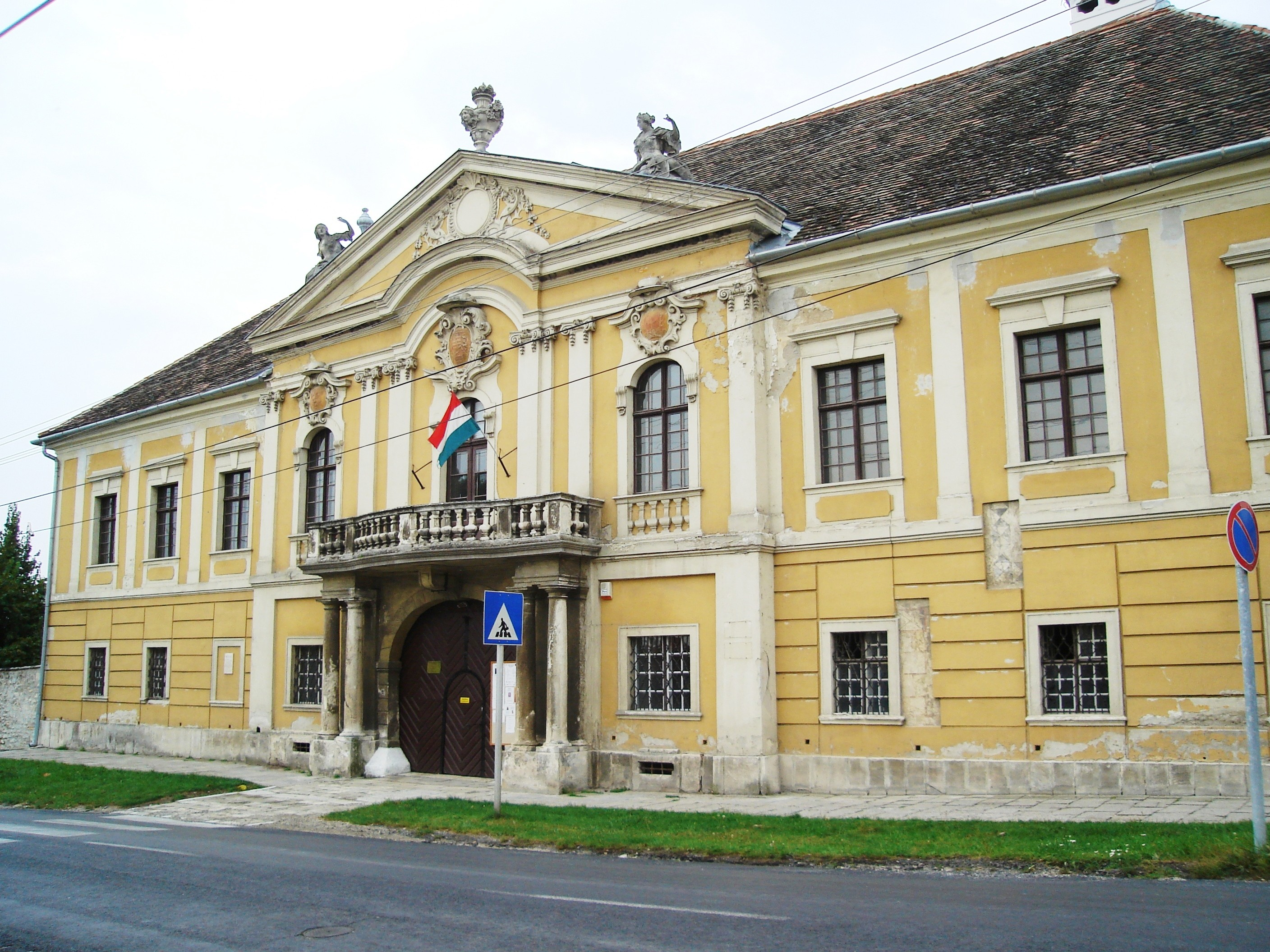
Єпископський палац Фертеракош, головний фасад
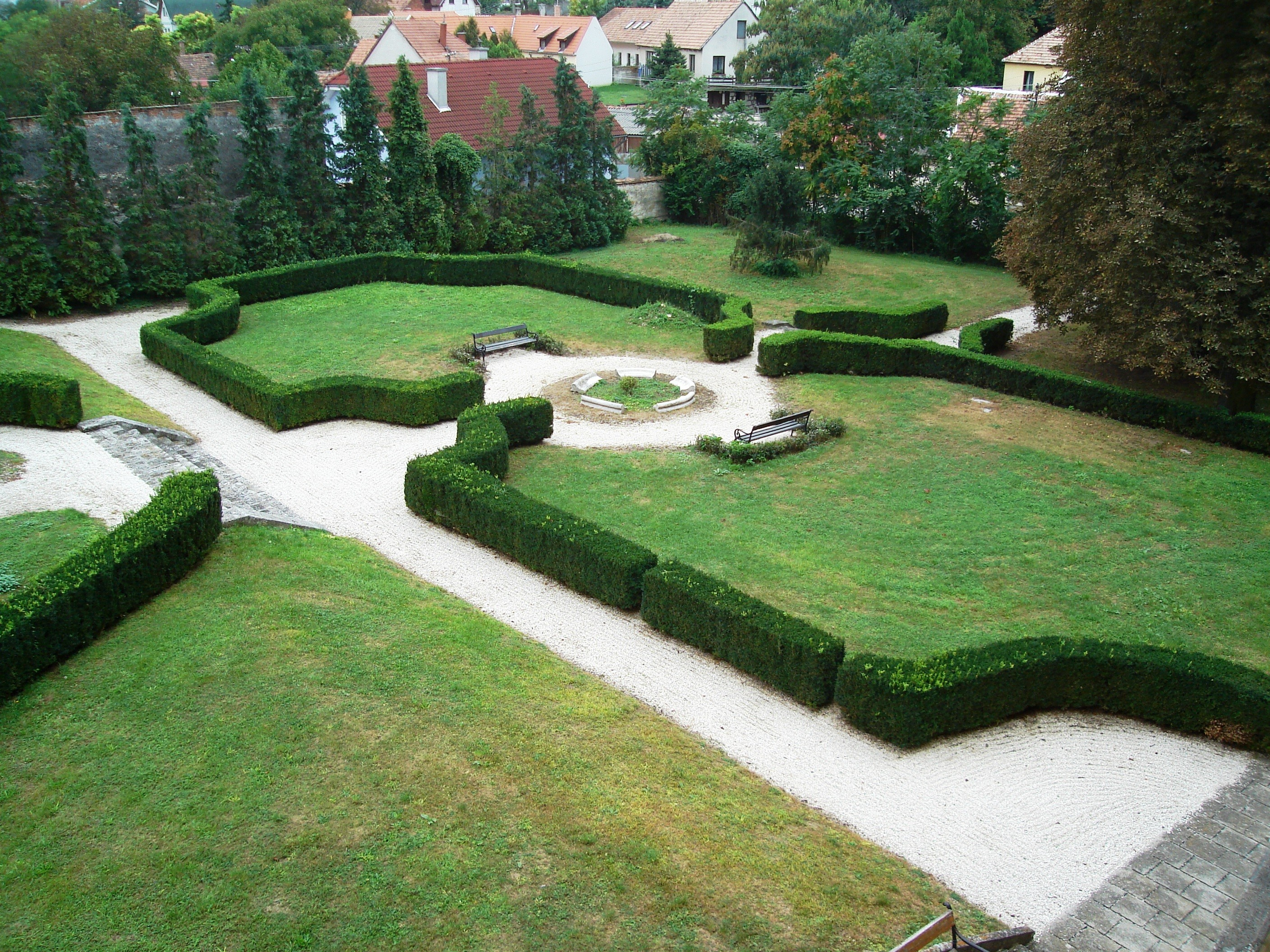
Відновлення саду бароко, єпископський палац Фертеракош
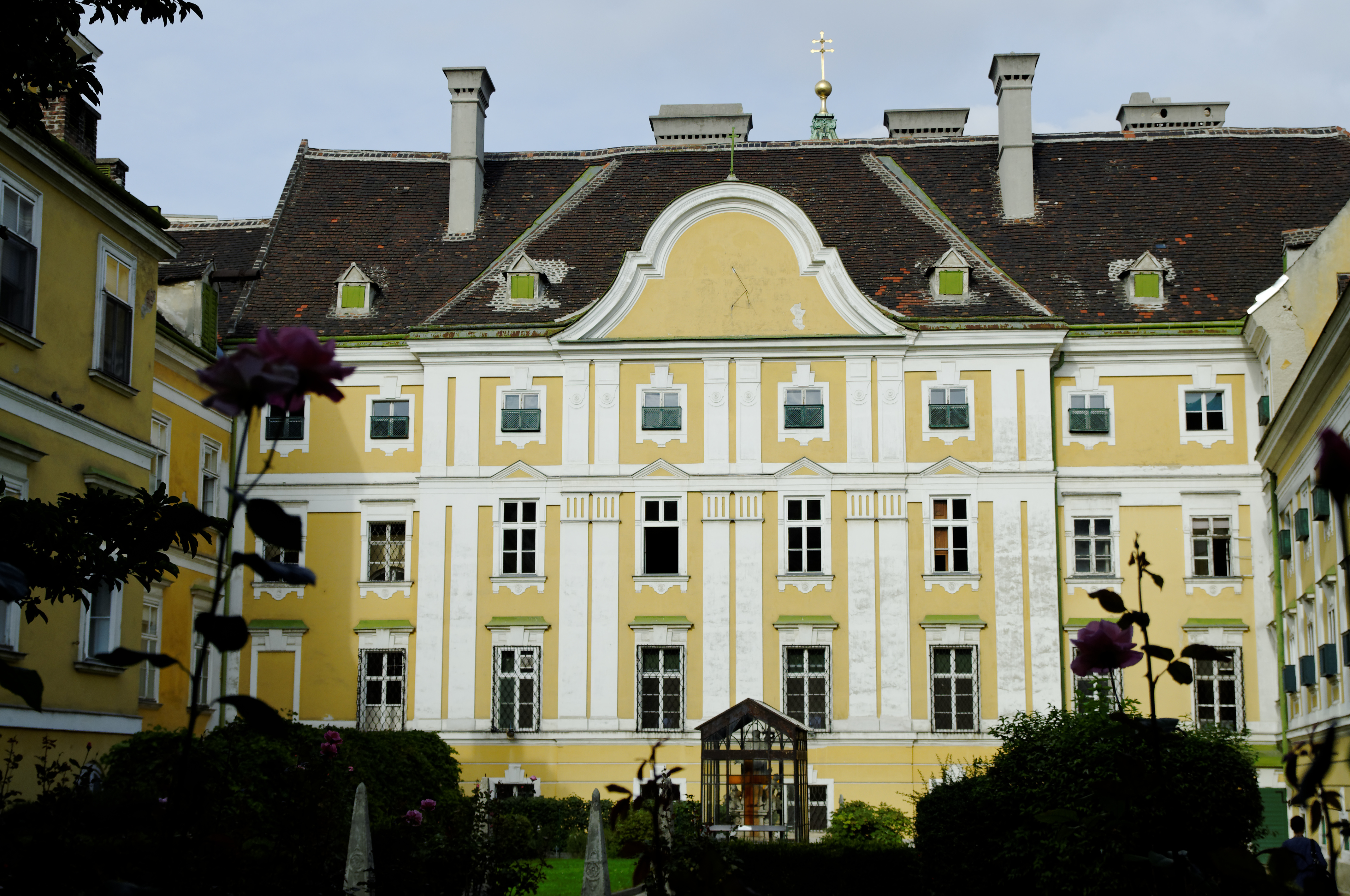
Шпиталь св. Елжбети Угорської, аптека, Відень
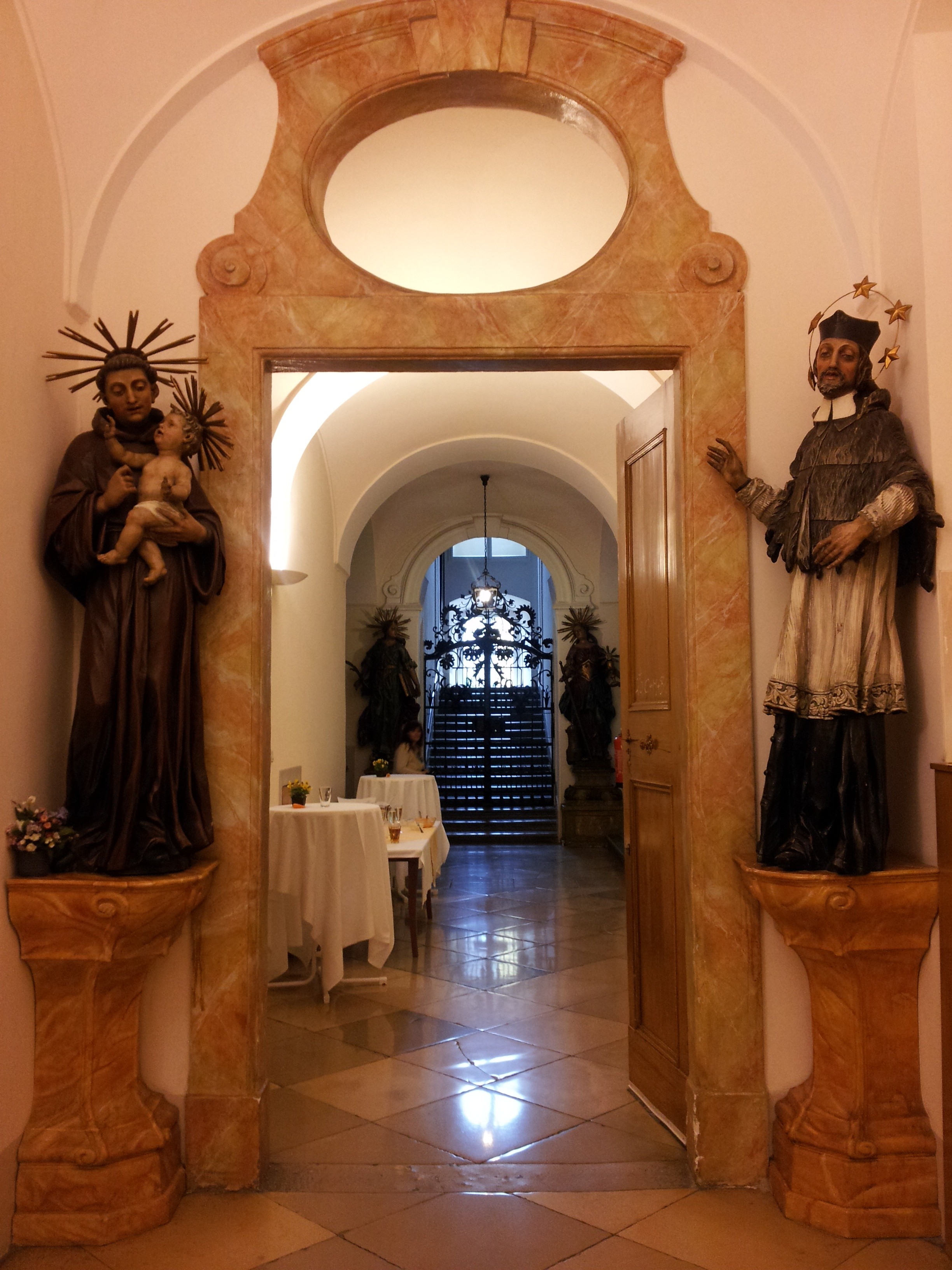
Бароковий портал і коридор шпиталю св. Елжбети Угорської
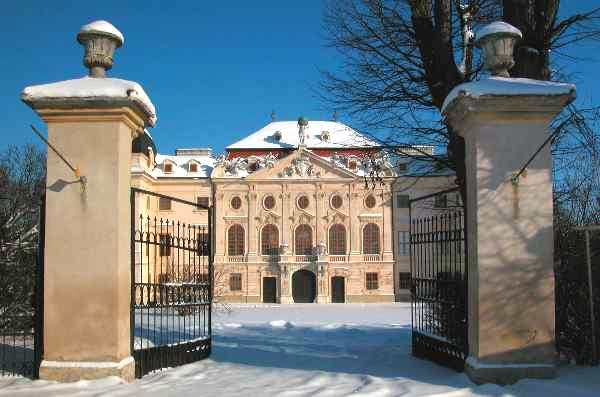
Замок-палац Регерсбург взимку
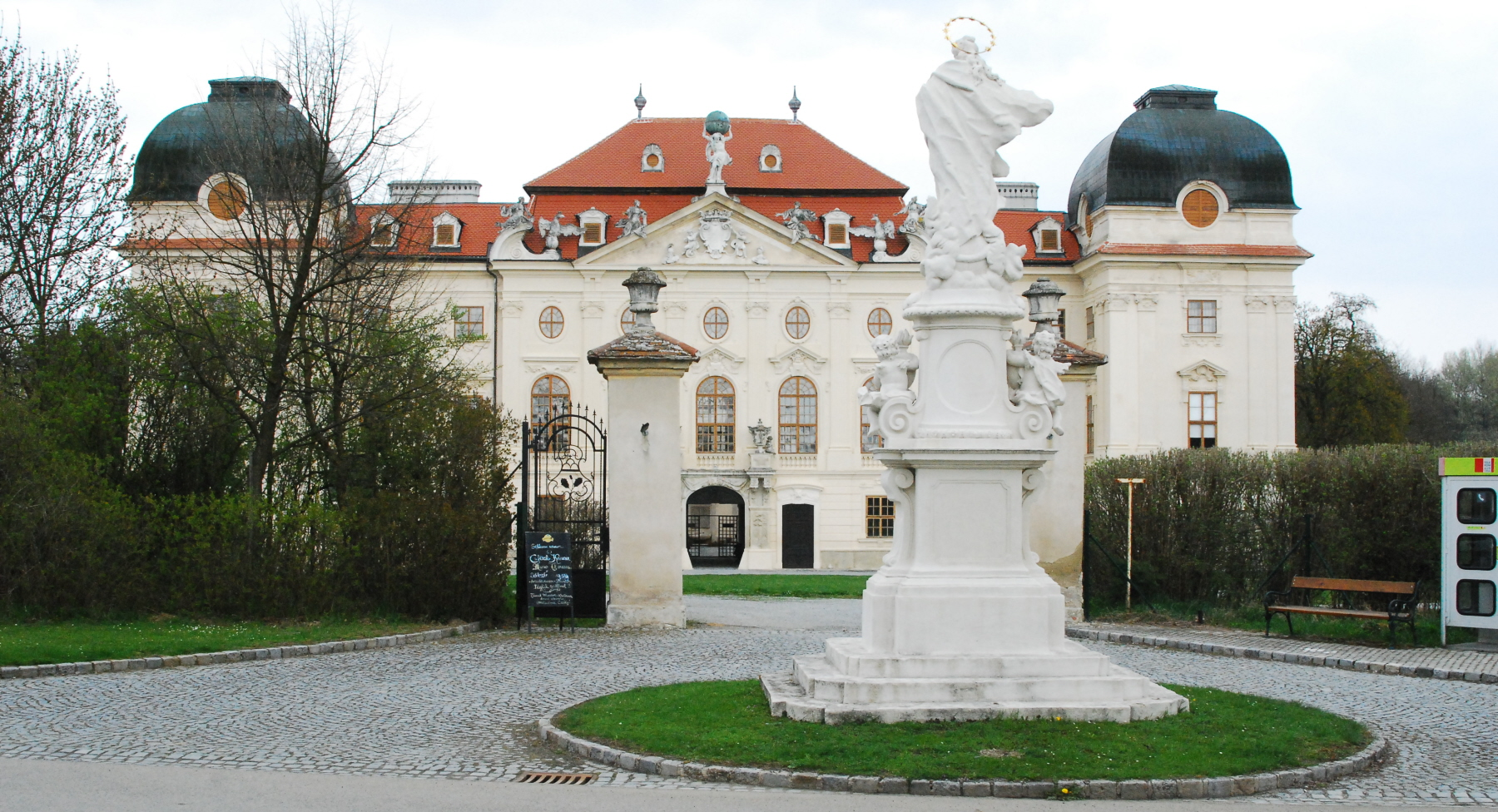
Замок-палац Регерсбург
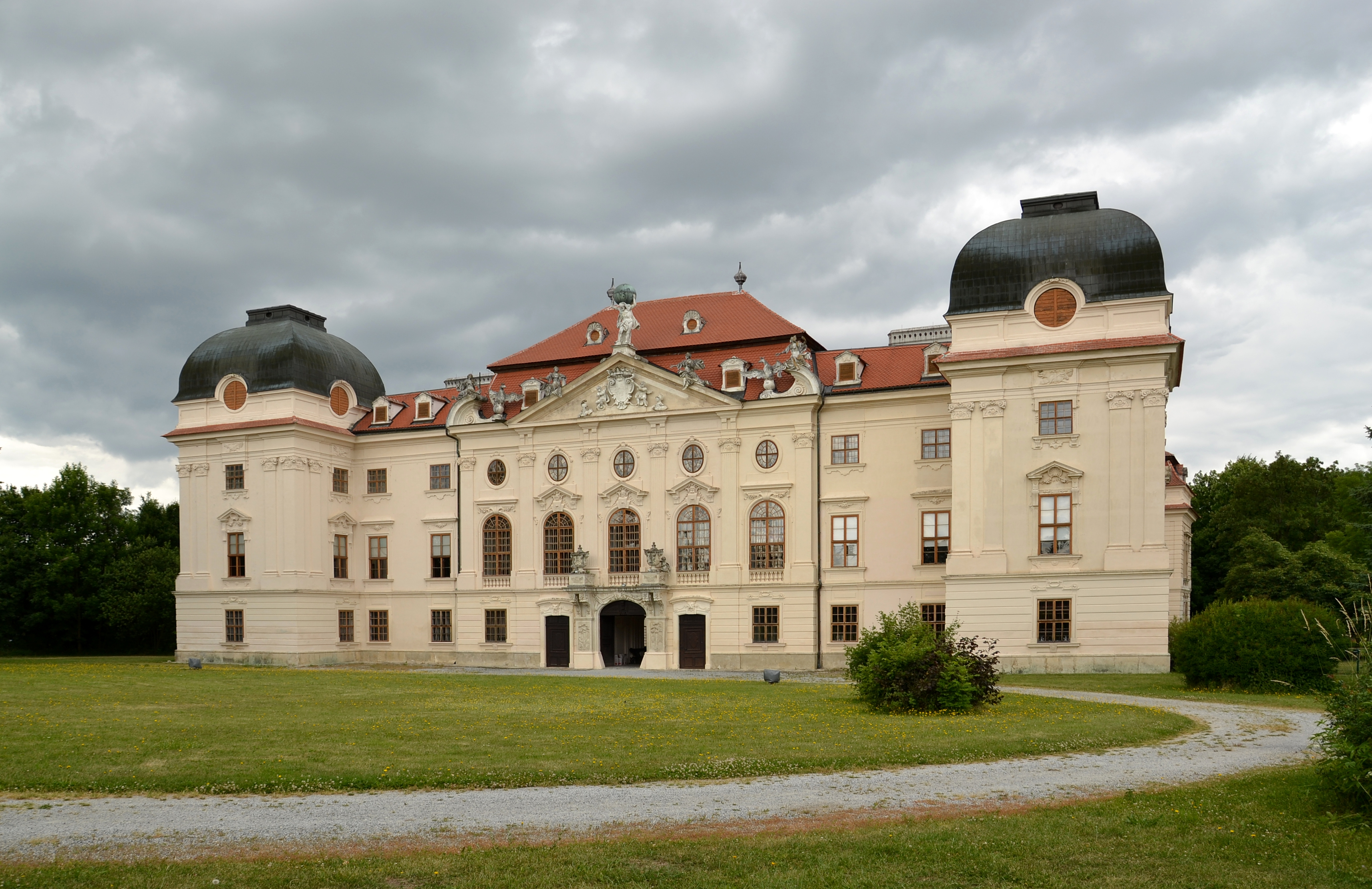
Замок-палац Регерсбург, головний фасад
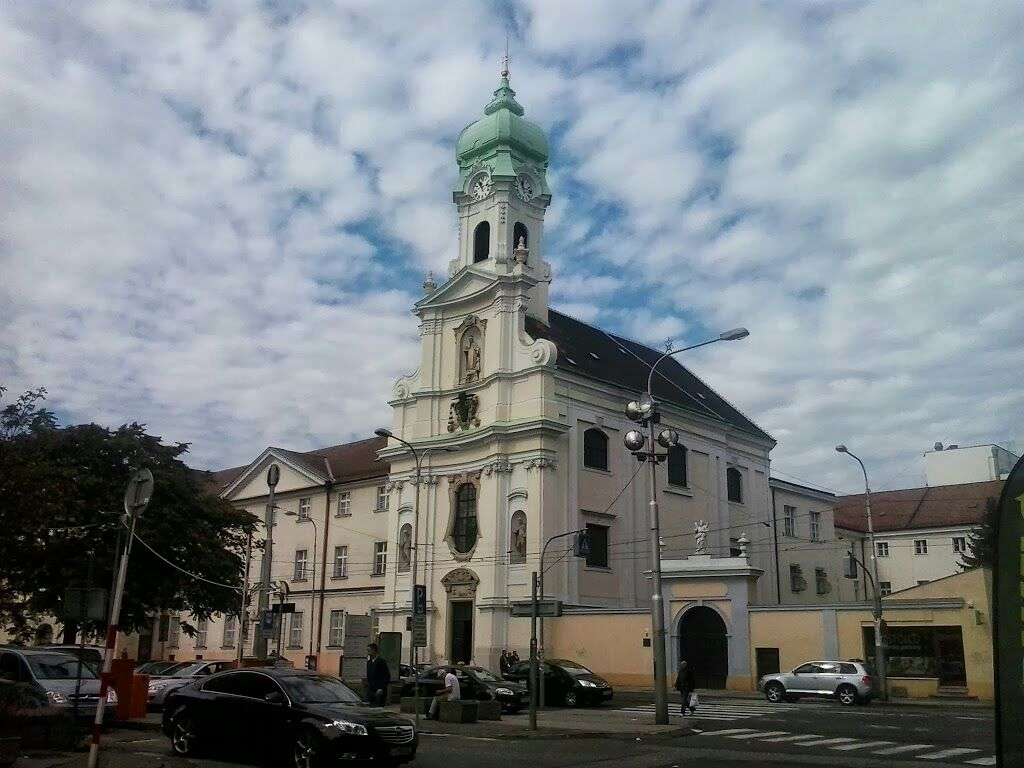
Братислава, монастир і костел св. Елжбети
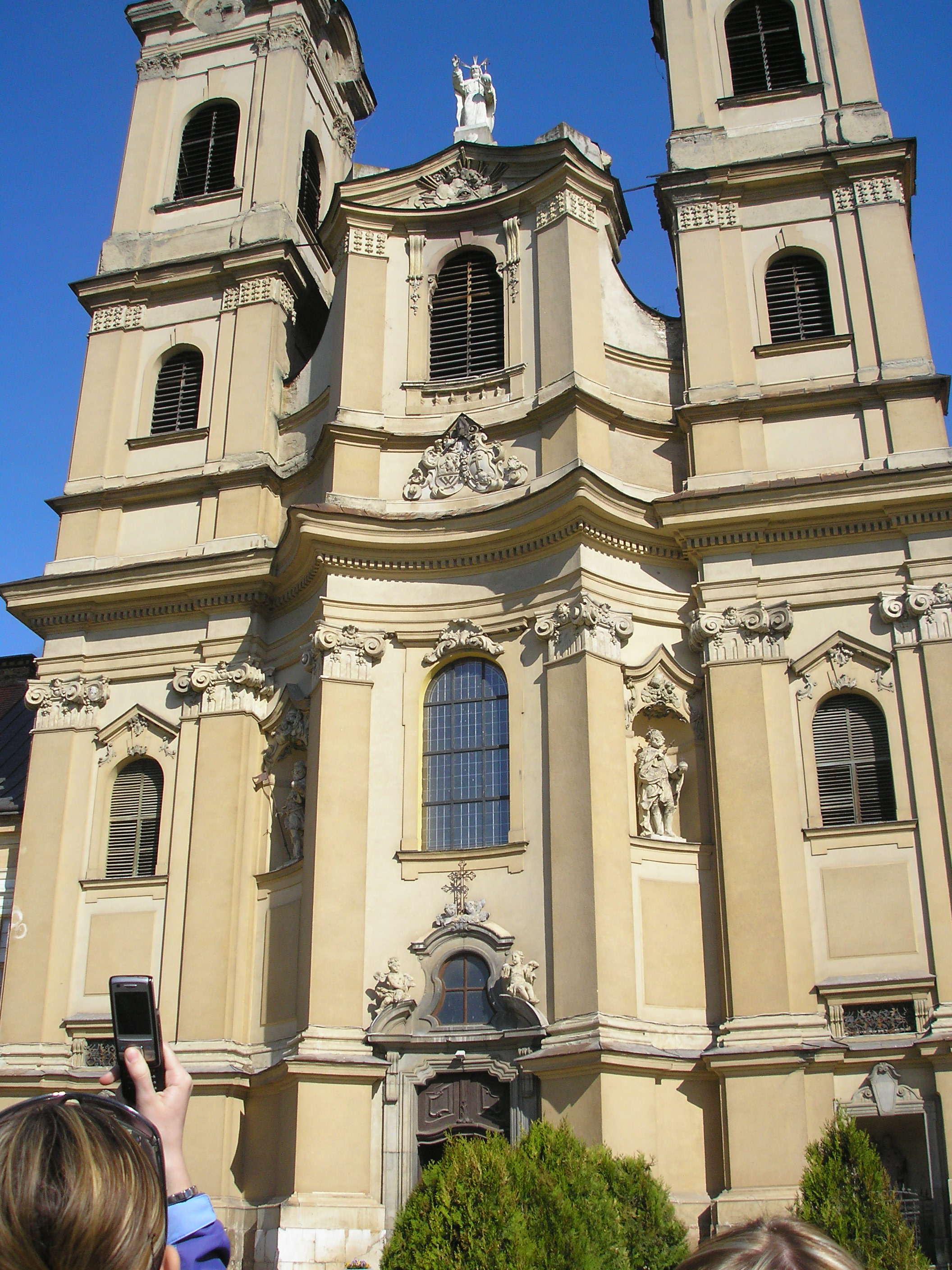
Франц Антон Пільграм. Монастирський костел в Ясові, головний фасад